# 11.ª División Antiaérea
La 11ª División Antiaérea (11. Flak-Division) fue una unidad militar de la Luftwaffe durante la Segunda Guerra Mundial.

## Historia
Como el 11.º Comando de Defensa Aérea fue establecida el 1 de febrero de 1941 en Burdeos por el liderazgo de las unidades antiaéreas en la Francia Occidental del III Comandante Superior de Artillería Antiaérea. Formada el 1 de septiembre de 1941 en Burdeos(?) desde el 11.º Comando de Defensa Aérea, y cubrió la zona de Bretaña a la frontera franco-española. La división fue creada en la Francia Occidental. En noviembre de 1942, el personal de la división se trasladó a Marsella y en enero de 1943 es trasladado a Nimes. Estuvo a cargo de la dirección de la parte previa no ocupada de Francia. En la primavera de 1943, el personal fue trasladado a Aviñón, en el otoño de 1943 después a Remoulins en Nimes. El 22 de febrero de 1944 la división fue redesignada en París como el III Cuerpo Antiaéreo. Reformada el 8 de septiembre de 1944 (agosto(?)) en Heydebreck/Alta Silesia desde la 15.º Brigada Antiaérea. La División tomó la iniciativa en el ámbito del VIII Comando del Distrito Aéreo de las unidades antiaéreas existentes, las cuales fueron principalmente en el área industrial y de la Alta Silesia en Breslavia para la protección antiaérea. La ofensiva rusa de invierno comenzada el 12 de enero de 1945 que implicó los grupos de la división en batallas defensivas difíciles. En abril de 1945 la división fue destruida en el Frente Oriental.

## Comandantes
- General Helmut Richter - (1 de septiembre de 1941 - 31 de octubre de 1943)
- Teniente General Erich Kressmann - (1 de noviembre de 1943 - marzo de 1944)
- Mayor general Oskar Kraemer - (agosto de 1944 - 8 de mayo de 1945)

### Jefes de Operaciones (Ia)
- Capitán Bednartz - (30 de enero de 1945 - 1945)
- Capitán Günther Schmidt-Hern - (1945 - mayo de 1945)

## Área de Operaciones

### 1941
| Fecha                | Cuerpos Aéreos/Cuerpos Antiaéreos | Comandos de los Distritos Aéreos/Flotas Aéreas | Lugar              |
| 1 de febrero de 1941 | -                                 | Comando del Distrito Aéreo Francia Occidental  | Francia Occidental |

### 1942
| Fecha              | Cuerpos Aéreos/Cuerpos Antiaéreos | Comandos de los Distritos Aéreos/Flotas Aéreas | Lugar              |
| 1 de enero de 1942 | -                                 | Comando del Distrito Aéreo Francia Occidental  | Francia Occidental |
| Noviembre de 1942  | -                                 | Comando del Distrito Aéreo Francia Occidental  | Sur de Francia     |

### 1943
| Fecha              | Cuerpos Aéreos/Cuerpos Antiaéreos | Comandos de los Distritos Aéreos/Flotas Aéreas | Lugar          |
| 1 de enero de 1943 | -                                 | Comando del Distrito Aéreo Francia Occidental  | Sur de Francia |

### 1944
| Fecha                   | Cuerpos Aéreos/Cuerpos Antiaéreos | Comandos de los Distritos Aéreos/Flotas Aéreas | Lugar                                |
| 1 de enero de 1944      | -                                 | Comando del Distrito Aéreo Francia Occidental  | Sur de Francia                       |
| 8 de septiembre de 1944 | -                                 | VIII Comando del Distrito Aéreo                | Alta Silesia (reformada la división) |

### 1945
| Fecha                 | Cuerpos Aéreos/Cuerpos Antiaéreos | Comandos de los Distritos Aéreos/Flotas Aéreas | Lugar        |
| 1 de enero de 1945    | -                                 | VIII Comando del Distrito Aéreo                | Alta Silesia |
| 23 de enero de 1945   | -                                 | 6.º Flota Aérea                                | Alta Silesia |
| 12 de febrero de 1945 | I Cuerpo Antiaéreo                | 6.º Flota Aérea                                | Alta Silesia |
| Mayo de 1945          | ?                                 | ?                                              | Alemania     |

## Orden de Batalla
Organización del 1 de septiembre de 1941:
- 45.º Regimiento Antiaéreo en Burdeos
- 69.º Regimiento Antiaéreo en Marsella
- 85.º Regimiento Antiaéreo en Tarascon
- 653.º Regimiento Antiaéreo en Narbona
- 131.º Batallón Aéreo de Comunicaciones

Organización del 1 de noviembre de 1943:
- 12.º Brigada Antiaérea (mot.)
- 18.º Brigada Antiaérea (mot.)
- 131.º Compañía de Operaciones Aérea de Comunicaciones

La 18.º Brigada Antiaérea (mot.) deja la división en diciembre de 1943. En febrero de 1944 es redesignado al III Cuerpo Antiaéreo.
Reformada el 8 de septiembre de 1944 (agosto(?)) en Heydebreck/Alta Silesia desde la 15.º Brigada Antiaérea con:
- 54.º Regimiento Antiaéreo (o) (Grupo Antiaéreo Auschwitz* (Grupo Antiaéreo Alta Silesia Sur(?)))
- 106.º Regimiento Antiaéreo (o) (Grupo Antiaéreo Alta Silesia Occidental)
- 107.º Regimiento Antiaéreo (o) (Grupo Antiaéreo Alta Silesia Oriental)
- 150.º Regimiento Antiaéreo (o) (Grupo Antiaéreo Breslau)
- 84.º Regimiento de Proyectores Antiaéreo (o) (Grupo de Proyectores Antiaéreo Alta Silesia)
- 131.º Batallón Aéreo de Comunicaciones

El 1 de marzo de 1945 en Friedberg bajo el I Cuerpo Antiaéreo
Organización del 4 de abril de 1945:
- 2.º Regimiento de Asalto Antiaéreo
- 80.º Regimiento Antiaéreo
- 153.º Regimiento Antiaéreo
- 131.º Batallón Aéreo de Comunicaciones

## Subordinado
| Febrero de 1941 - febrero de 1944 | Comando del Distrito Aéreo Francia Occidental |
| Septiembre de 1944                | VIII Comando del Distrito Aéreo               |
| Abril de 1945                     | I Cuerpo Antiaéreo                            |

Posiblemente conocido como Grupo Antiaéreo Krakau*